# 대구논공초등학교
대구논공초등학교는 대한민국 대구광역시 달성군 논공읍 남리에 있는 공립 초등학교이다.

## 학교 연혁
- 1933년 4월 1일 논공공립보통학교(4년제) 개교설립인가 3월 29일(논공읍 약산덧재길 63)
- 1938년 4월 1일 논공공립심상소학교로 개칭
- 1941년 4월 1일 논공공립국민학교(6년제)로 개칭
- 1995년 2월 20일 제57회 졸업(총 1,293명)
- 1995년 3월 1일 북동국민학교로 통폐합
- 2004년 9월 1일 대구논공초등학교로 현 위치에서 재개교(1-5년, 21학급)
- 2020년 2월 13일 제72회 졸업(총 2,730명)
- 2020년 3월 1일 14(특수 2)학급, 병설유치원 2학급, 방과후과정 2학급 편성
- 2020년 9월 1일 제22대 곽이섭 교장 부임
- 2021년 2월 10일 제73회 졸업(총 2,761명)
- 2021년 3월 1일 14(특수 2)학급, 병설유치원 2학급, 방과후과정 2학급 편성

## 학교 상징
- 교화 : 진달래 - 이른 봄 다른 꽃보다 먼저 꽃피우듯이 항상 남보다 앞서가는 논공 어린이들의 창의성과 아름다운 심성.
- 교목 : 소나무 - 선비의 정신과 장부의 기상으로 사계절 푸르며 늘 꿋꿋한 백절 불굴의 정신.

## 참고 자료
- 대구논공초등학교 - 한국교육학술정보원 학교알리미